# Río Sangro
El Sangro es un río en el Este de la Italia central, conocido en los tiempos antiguos como Sagrus que proviene del griego Sagros o Isagros, Ισαγρος.
Surge en el Parque nacional de los Abruzos en los montes Apeninos, antes de fluir hacia el noreste a través de Castel di Sangro, Ateleta, Quadri, y Villa Santa Maria, antes de pasar por el Lago de Bomba o Lago del Sangro. Después de pasar por él fluye hacia el noreste y se une al río Aventino, y luego al mar Adriático al sur de Punta Cavelluccio.